# Birchy Bay
Birchy Bay är en vik i Kanada.   Den ligger i provinsen Newfoundland och Labrador, i den östra delen av landet, 1 600 km öster om huvudstaden Ottawa.
I omgivningarna runt Birchy Bay växer i huvudsak blandskog. Runt Birchy Bay är det mycket glesbefolkat, med 2 invånare per kvadratkilometer.